# 临夏清真北寺
临夏清真北寺是中国甘肃省临夏回族自治州临夏市八坊十三巷的一座清真寺，位于临夏市八坊街道坝口社区北巷三号。

## 历史
临夏清真北寺创建于清代。

## 建筑
临夏清真北寺于2006年公布为临夏市文物保护单位。